# Miltach
Miltach település Németországban, azon belül Bajorországban. Lakosainak száma 2363 fő (2023. december 31.).

## Népesség
A település népessége az elmúlt években az alábbi módon változott:
| Lakosok száma | 432  | 870  | 1731 | 2211 | 2241 | 2257 | 2268 | 2256 | 2305 | 2363 |
|               | 1875 | 1950 | 1975 | 1987 | 2012 | 2014 | 2016 | 2017 | 2021 | 2023 |